# Busovača
Busovača è un comune della Federazione di Bosnia ed Erzegovina situato nel Cantone della Bosnia Centrale con 18.488 abitanti al censimento 2013.